# Горцы (деревня)

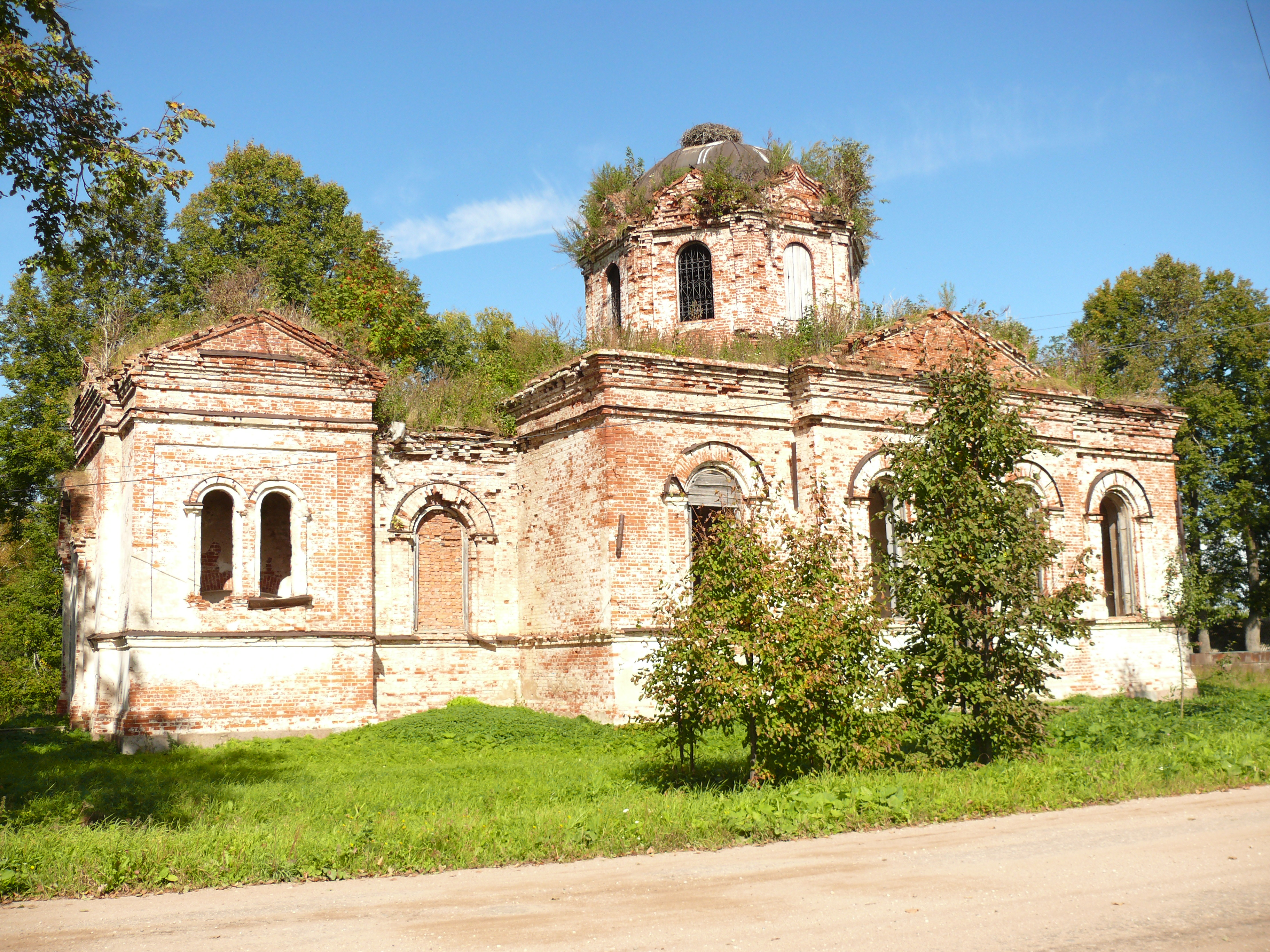
Церковь в деревне Горцы

Го́рцы — деревня в Шимском районе Новгородской области, входит в состав Подгощского сельского поселения.
Расположена в 10 км к востоку от Шимска. В 2 км северней деревни проходит участок автодороги Р51 Шимск—Старая Русса.
Ближайшие населённые пункты: деревни Большая Витонь, Малая Витонь, Верещино, Коломо.
В деревне есть церковь Иконы Божией Матери Владимирская постройки начала XX века.